# Pinal Airpark

i7
i11
i13
Der Pinal Airpark (auch Pinal County Airpark, IATA-Code: MZJ, ICAO-Code: KMZJ, FAA-LID: MZJ) ist ein Flughafen im US-Bundesstaat Arizona, der als „Flugzeugfriedhof“ genutzt wird.
Der Flughafen wurde 1942 für die Pilotenausbildung gebaut und 1943 eröffnet. Da er nach dem Ende des Zweiten Weltkrieges nicht mehr militärisch genutzt werden sollte, wurde die Verwaltung 1948 an das Pinal County übergeben. Während des Vietnamkriegs führte die Central Intelligence Agency bis heute geheimgehaltene Flüge von dem Flughafen aus durch. 1975 wurde das Gelände erstmals für die Abstellung und Verwertung ausgemusterter Flugzeuge genutzt und an Evergreen Maintenance vermietet. Seit 2011 wird die Verwertung von Marana Aerospace Solutions durchgeführt und die seit der Nutzung durch die CIA bestehenden hohen Sicherheitsvorkehrungen langsam gelockert.
Ab 2016 wurden die Rollwege sowie die Start- und Landebahn nach und nach erneuert. Der Flughafen ist ausschließlich nach Sichtflugregeln anfliegbar.

## Zwischenfälle
- Am 20. September 1990  verunglückte eine Boeing 707-321B der Omega Air (Luftfahrzeugkennzeichen N320MJ) beim Start vom Pinal Airpark. Die ausgesonderte Passagiermaschine war von der Omega Air Inc. gekauft worden und sollte zur Davis-Monthan Air Force Base geflogen werden, um dort durch die 309th Aerospace Maintenance and Regeneration Group zerlegt zu werden, um die Triebwerke für Maschinen der United States Air Force zu verwenden. Kurz nach dem Start ging die Maschine zu Boden, wobei eines der drei Besatzungsmitglieder ums Leben kam. Die Unfalluntersuchung kam zu dem Schluss, dass der Kapitän die Checkliste vermutlich aus dem Stegreif abgearbeitet und dabei eine falsche Höhenrudertrimmung übersehen hatte. Zudem war das Cockpit der Maschine bereits teilzerlegt: Etwa 50 Anzeigen und Schalter, die vertraglich anderen Verwertungsunternehmen zustanden, waren bereits ausgebaut worden (siehe auch Flugunfall einer Boeing 707 der Omega Air 1990).[3]